# Vuisternens-devant-Romont
Vuisternens-devant-Romont är en ort och kommun i distriktet Glâne i kantonen Fribourg, Schweiz. Kommunen hade 2 352 invånare (2023). Den 1 januari 2003 inkorporerades kommunerna Lieffrens, Les Ecasseys, Sommentier, La Magne, La Joux, Villariaz och Estévenens in i Vuisternens-devant-Romont och den 1 januari 2004 inkorporerades även kommunen La Neirigue.